# 今村麻莉愛
今村麻莉愛（日语：／ Imamura Maria */?，2003年9月14日—）是日本偶像藝人，為女子偶像團體HKT48 Team KIV隊長，群馬縣出身，所屬經紀公司為Mercury。

## 經歷

### 2015年
- 3月1日，今村成为了第二届选秀大会的指名候补成员[2]。
- 4月11日，选秀候补者在全国‘48集团’剧场公演前座出演，今村也在AKB48剧场现身[3]。
- 5月10日，參加於有明競技場舉辦的「第二屆AKB48集團選秀會議」，在第一輪由HKT48 Team KIV單獨指名，並成為Team KIV的研究生[4]。
- 6月27日、在橫濱體育館舉辦的「HKT48日本巡迴演唱會～日本統一還沒結束耶～」初日公演中首度披露[5]。
- 8月6日，今村也参与AKB48 Group第6回猜拳大会，在HKT48研究生预备战中，被3期生的荒卷美咲击败[6]。
- 9月7日，今村参与了在HKT48剧场的公演HKT48向日葵组“睡衣兜风”，正式在剧场中出道。
- 10月25日，今村被告知将以“昆虫学校”的名义参与AKB48第42张单曲《红唇Be My Baby》[7]

### 2016年
- 3月30日，在最後一天的HKT48春季演唱會上，由HKT48劇場經理指原莉乃宣布成立HKT48的第三支隊伍Team TII，升格為正式成員[8]。
- 9月27日，HKT48營運方公布了第9张单曲选拔成员名单，今村首次进入单曲选拔[9]。

### 2022年
- 10月16日，於「HKT48 11th anniversary LIVE 2022 ～給未來的訊息～」初日公演中，宣布將異動至Team KIV[10]。

### 2024年
- 9月22日，被即將畢業的Team KIV隊長松岡花指名為新一任Team KIV隊長[11] 。
- 9月29日，正式成為新一任Team KIV隊長。

## 人物
- 在HKT48劇場中使用的Catch phrase是「她是出生于群马县的小女孩，拥有伟大的梦想，她是（麻莉爱～[註 1]）群马与福冈全都喜欢！ ！我是今年○○岁Team TIII成员今村麻莉愛[註 2]
- 在5岁的时候，便曾参加过Team KIV前队长多田爱佳的握手会，所以被选入Team KIV时引起了话题[12]
- 根据之前的访问中，曾表示希望自己能长高至[13]。
- 与同队的松冈花关系良好。
- 由于今村表現得十分可爱，她的魅力也迷倒了前輩島崎遥香，她也在选秀会场时说出了「真想把她吃掉呀...」的話[14]。
- 是全AKB48集团里唯一的两名从群马县出身的成员，另一名则为Team 8群马县代表成员清水麻璃亞。
- 4期生的后辈称今村为“麻莉爱先生”（麻莉愛さん）。
- 曾表示自己的魅力点于总爱微笑着。
- 目标成员为渡边美优纪。

## 参与曲目
- 標註「★」符號者表示該首歌曲有拍攝MV

### 單曲CD
HKT48
|      | 發行日期       | 單曲名稱               | 參與歌曲名稱           | 名義                      | 收錄於        | MV | 備註            |
| ---- | -------------- | ---------------------- | ---------------------- | ------------------------- | ------------- | -- | --------------- |
| 7th  | 2016年04月13日 | 給74億分之1的你        | 给我借的厚颜无耻       |                           | 剧场版        |    | 出道作品 Center |
| 8th  | 2016年09月07日 | 最棒了唷               | 空耳搖滾               | Team TII                  | 全版本        | ★  |                 |
| 9th  | 2017年02月15日 | BUG也無妨              | BUG也無妨              |                           | 全版本        | ★  | 首次进入A面曲   |
| 9th  | 2017年02月15日 | BUG也無妨              | 我的白日梦             |                           | Type B        | ★  |                 |
| 9th  | 2017年02月15日 | BUG也無妨              | HKT48家族              |                           | 剧场盘        |    |                 |
| 10th | 2017年08月02日 | 接吻真的只能慢慢來嗎？ | 跛行和弯曲             | 钻石女孩                  | Type B        | ★  |                 |
| 11th | 2018年5月2日   | 快進的日曆             | Just a moment          | 幸福的熱香餅              | Type-A        | ★  |                 |
| 11th | 2018年5月2日   | 快進的日曆             | 假想戀愛               |                           | 劇場盤        |    |                 |
| 12th | 2019年4月10日  | 意志                   | 從誰開始握手           |                           | Type-A 劇場盤 | ★  |                 |
| 12th | 2019年4月10日  | 意志                   | 無論何時都在身旁       |                           | Type-A        | ★  |                 |
| 12th | 2019年4月10日  | 意志                   | 甘菊                   | 10%                       | Type-C        | ★  |                 |
| 13th | 2020年4月22日  | 3-2                    | How about you ?        | Lit Charm                 | Type-B        | ★  |                 |
| 13th | 2020年4月22日  | 3-2                    | 青春的出口             |                           | 劇場盤        |    |                 |
| 14th | 2021年5月12日  | 想和你一起去某個地方   | UFO募集中              |                           | Type-B TYPE-D |    |                 |
| 15th | 2022年6月22日  | 沙灘涼鞋為何不見了?    | 沙灘涼鞋為何不見了?    |                           | 全版本        | ★  | A面曲           |
| 16th | 2023年2月8日   | 你能做得更多           | 你能做得更多           |                           | 全版本        | ★  | A面曲           |
| 16th | 2023年2月8日   | 你能做得更多           | 開大喇叭喊I love you！ | HKT48榮光的迷宮CM選拔     | 全版本        | ★  |                 |
| 16th | 2023年2月8日   | 你能做得更多           | February這一時節       | Team KIV                  | Type-B        |    |                 |
| 17th | 2023年12月20日 | 套個桶子吧！           | 套個桶子！             |                           | 全版本        | ★  | A面曲           |
| 17th | 2023年12月20日 | 套個桶子吧！           | 我們背叛了             |                           | 全版本        |    |                 |
| 18th | 2024年9月11日  | 終於能擔心你了         | 終於能擔心你了         |                           | 全版本        | ★  | A面曲           |
| 18th | 2024年9月11日  | 終於能擔心你了         | 在這樣的時代...        | HKT48榮光的迷宮CM選拔2024 | 全版本        | ★  |                 |
| 18th | 2024年9月11日  | 終於能擔心你了         | 最強偶像請多指教!      | Team KIV                  | Type-B        |    |                 |
| 19th | 2025年7月23日  | 半袖天使               | 半袖天使               |                           | 全版本        | ★  | A面曲           |
| 19th | 2025年7月23日  | 半袖天使               | 雨停的那瞬間           |                           | Type-A        |    |                 |

AKB48
|      | 發行日期      | 單曲名稱       | 參與歌曲名稱        | 名義     | 收錄於 | MV | 備註 |
| ---- | ------------- | -------------- | ------------------- | -------- | ------ | -- | ---- |
| 42nd | 2015年12月9日 | 红唇Be My Baby | 直到刚才还是Ice Tea | 昆虫学校 | 剧场盘 |    |      |

### 專輯
HKT48
|     | 發行日期       | 單曲名稱     | 參與歌曲    | 名義      | 收錄於               | MV     | 備註 |  |
| --- | -------------- | ------------ | ----------- | --------- | -------------------- | ------ | ---- |  |
| 1st | 2017年12月27日 | 092          | Fan Meeting | F24       | Type-C               |        |      |  |
| 2nd | 2021年12月1日  | rowspan="2"  | Outstanding | SNS WORLD | 榮光的迷宮CM選拔2021 | Type-A |      |  |
| 2nd | 2021年12月1日  | HAKATA吸血鬼 |             | Type-D    |                      |        |      |  |

## 外部鏈結
- HKT48個人介紹頁（页面存档备份，存于）（日語）
- 今村麻莉愛的X（前Twitter）（日語）
- 今村麻莉愛的Instagram帳戶（日語）
- 今村麻莉愛 官方755（日語）
- 今村麻莉愛（HKT48 Team KIV）的SHOWROOM專頁（日語）